# عبد الله بن الثامر
عبدالله بن الثامر أو عبدالله بن ثامر هو رجل آمن بالله وتعلم الديانة النصرانية من فيميون وقد كانت محاولة قتلة من الحاكم الحميري ذو نواس مقدمات لقصة أصحاب الأخدود.

## نبذه
ذكر عبدالملك بن هشام في كتاب سيرة ابن هشام أن أهل نجران كانوا وثنين وفي أحدى قراهم كان هناك ساحر يعلم غلمان أهل نجران السحر ثم سكن فيها فيميون، فكان الثامر يرسل ابنه عبدالله إلى الساحر لتعلم السحر لكن عند مرور عبدالله على خيمة فيميون يعجبه ما يرى منه من صلاته و عبادته فجلس غليه وسمع منه حتى أسلم وأصبح موحدًا وعالمًا وفقيها.
فأصبح عبد الله بن ثامر إذا دخل نجران لم يلق أحدًا به ضر إلا قال ( له ) يا عبد الله أتوحد الله وتدخل في ديني وأدعو الله فيعافيك مما أنت فيه من البلاء ؟ فيقول نعم فيوحد الله ويسلم ويدعو له فيشفى . حتى لم يبق بنجران أحد به ضر إلا أتاه فاتبعه على أمره ودعا له فعوفي حتى رفع شأنه إلى ملك نجران، فدعاه فقال ( له ) : أفسدت علي أهل قريتي، وخالفت ديني ودين آبائي، لأمثلن بك، قال لا تقدر على ذلك.
قال فجعل يرسل به إلى الجبل الطويل فيطرح على رأسه فيقع إلى الأرض ليس به بأس وجعل يبعث به إلى مياه بنجران بحور لا يقع فيها شيء إلا هلك فيلقى فيها فيخرج ليس به بأس . فلما غلبه قال له عبد الله بن
ثامر : إنك والله لن تقدر على قتلي حتى توحد الله فتؤمن بما آمنت به فإنك إن فعلت ذلك سلطت علي فقتلتني . قال فوحد الله تعالى ذلك الملك وشهد شهادة عبد الله بن الثامر، ثم ضربه بعصا في يده فشجه شجة غير كبيرة فقتله ثم هلك الملك مكانه ؟ واستجمع أهل نجران على دين عبد الله بن الثامر، وكان على ما جاء به عيسى ابن مريم من الإنجيل وحكمه ثم أصابهم مثل ما أصاب أهل دينهم من الأحداث فمن هنالك كان أصل النصرانية بنجران.

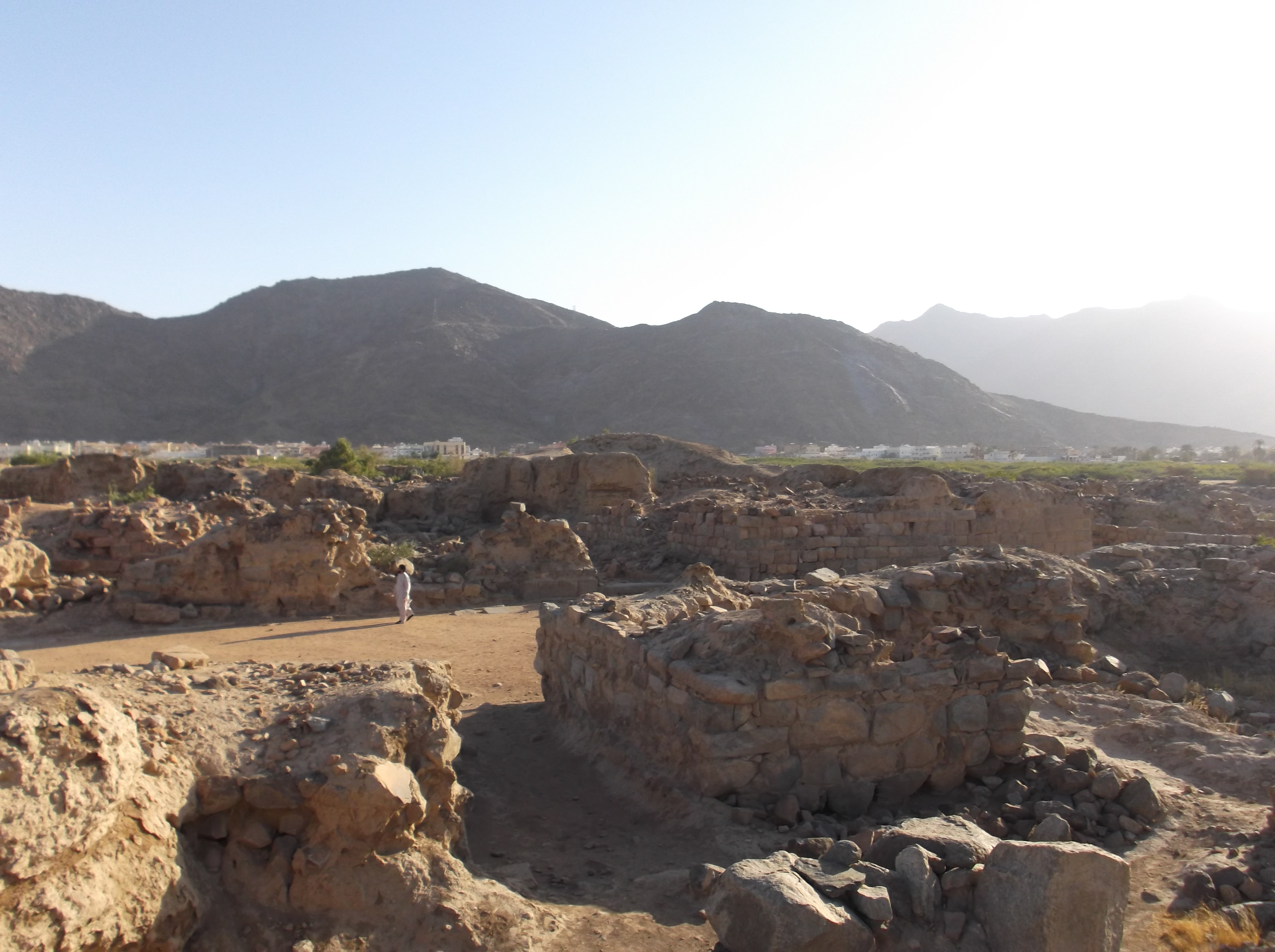
من آثار حادثة الأخدود

## أصحاب الأخدود
ارتبطت شهرة عبدالله بن الثامر بقصة الموحدين التي خلدها القران الكريم، وهي قصة أصحاب الأخدود حيث حفرت الأخدود أو الحفر وألقي فيها من اتبع عبدالله بن الثامر.

## مصدر
1. ↑  "موسوعة المملكة العربية السعودية -  نجران » الباب الثاني: التطور التاريخي » الفصل الأول: عصور ما قبل الإسلام » ثانيًا: العصر الحجري الحديث (8000 - 4000 ق.م) » أعلام من تاريخ نجران القديم". مؤرشف من الأصل في 2023-08-15.
2. ↑  كتاب سيرة ابن هشام. ج. 1. ص. 34. مؤرشف من الأصل في 2023-08-15.
3. ↑  ابن هشام. السيرة النبوية لابن هشام. دار صبح. ج. 1. ص. 37.